# Baricha
Barisha (en arabe باريشا (Bārīšā)), aussi orthographié Barisha ou Baricha; est un village antique localisé au nord-ouest de la Syrie. Datant de la période paléo-byzantine, on y trouve les vestiges de bâtiments résidentiels ainsi que plusieurs pressoirs à olives.

## Localisation
Barisha est situé dans le Gouvernorat d'Idlib, dans les monts Barisha (Jebel Barisha), au nord d'Idlib. Une route traverse le village du nord au sud. En partant de la localité de Barisha vers le nord, environ un kilomètre, se trouvent les ruines de Dēhes. En reprenant vers le nord, en direction du village de Ras al-Hosn à l'ouest duquel se trouvent les ruines des villages de Bashakuh et Bamuqa. Ras al-Hosn se trouve traversé par l'autoroute 56 reliant Hamas à Samarda via Jisr al-Choghour. De Samarda vers l'ouest s'étend l'autoroute M45 jusqu'au poste frontière de Bab Al Hawa avec la Turquie. Vers le sud du village, la route mène vers Killi puis Idlib.
Depuis le village moderne, les ruines se situent environ 500 mètres vers le nord-est. Les vestiges sont recouverts par la végétation.

## Vestiges

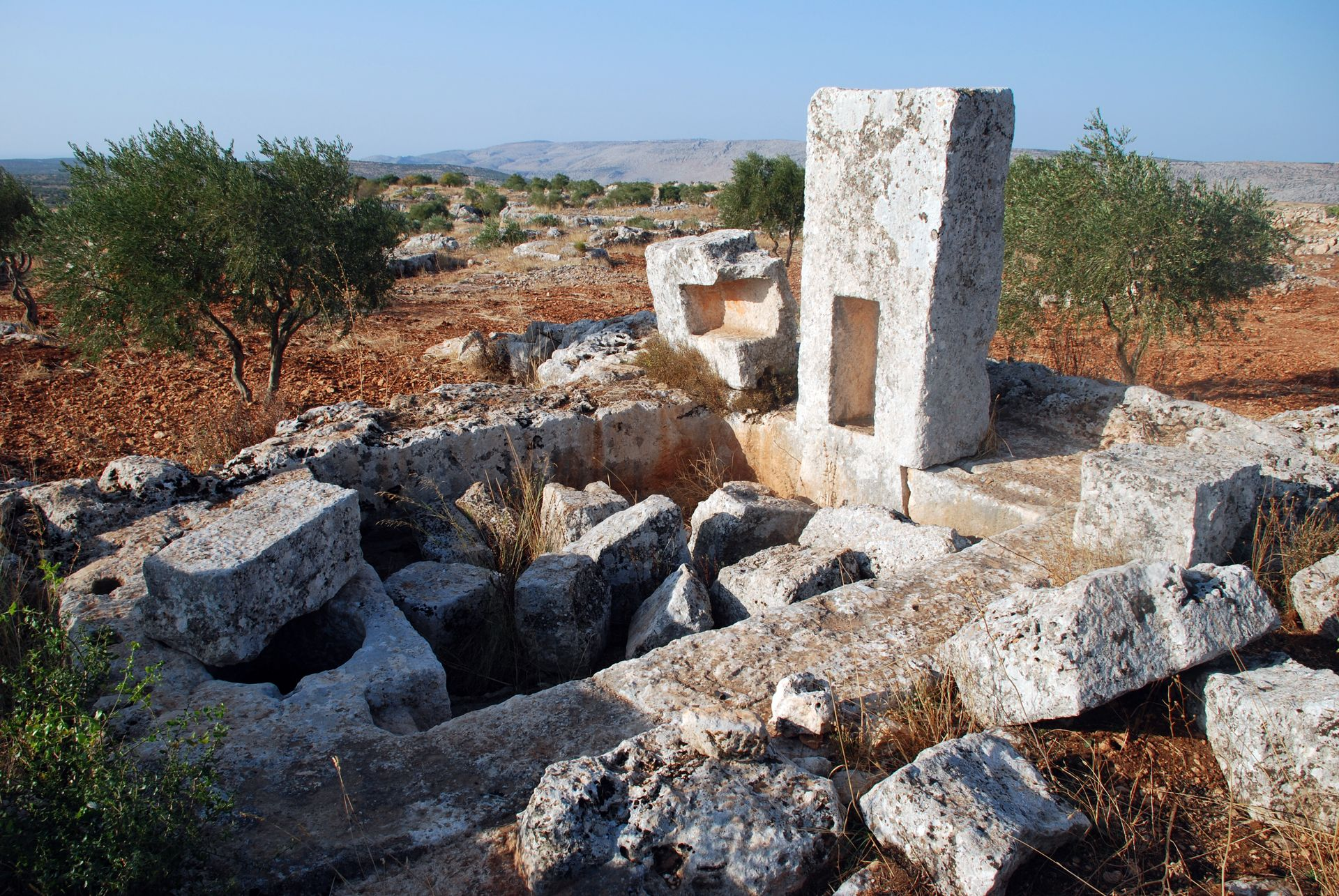
Vestige d'un ancien pressoir à olives.

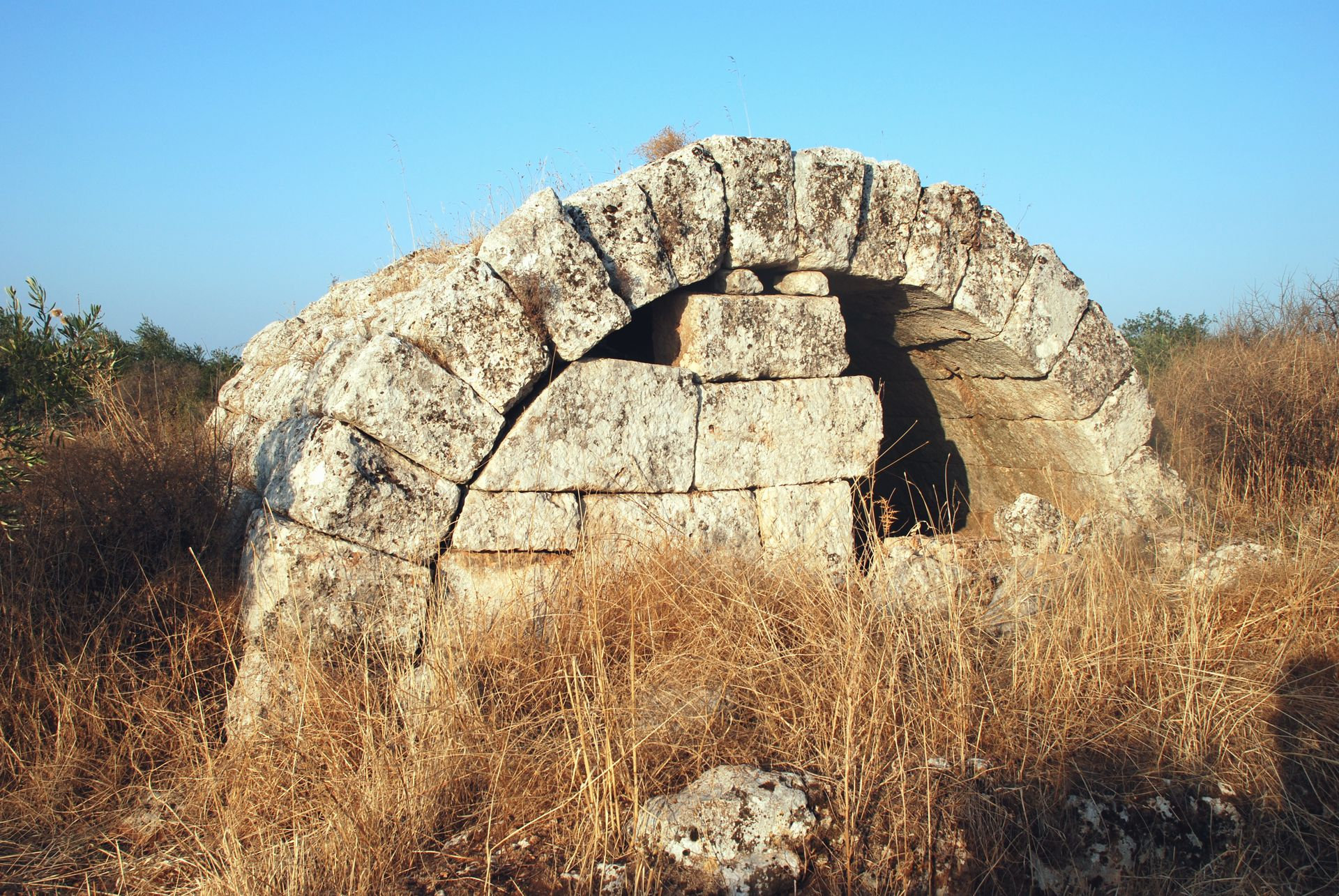
Ancienne citerne.

La culture de l'olive et du raisin forment la base économique de Barisha, à son apogée entre le IVe et le VIe siècle. Par rapport à la majorité des autres villages antiques de Syrie, on y trouve encore de nombreux vestiges de pressoirs à huile. Dans le centre, autour de l'ancienne église, on trouve une maison majestueuse à deux étages avec un portique supporté par des piliers. On trouve également de nombreux vestiges de bâtiments résidentiels simples et peu élevés avec des fenêtres sans décors ni portiques.
Contrairement à la plupart des villages antiques syriens, les vestiges de Barisha n'ont été que très tardivement étudiés, et sont donc très peu évoqués dans la littérature archéologique. La première recherche approfondie fut réalisée sur l'église du VIe siècle par Christine Strube dans les années 1970.
L'église de Barisha est de plan basilical, avec des colonnes séparant trois nefs. Le chœur est rectangulaire et à chevet droit, et est flanqué de deux chambres latérales. Cette disposition architecturale des églises apparaît à la fin du Ve siècle. La chambre latérale nord est accessible depuis la nef par une porte dont l'encadrement est constitué de bandes en bas-relief. Seul le linteau possède une décoration plus complexe incluant des feuillages. La chambre latérale sud, reliée par la nef par une large arche, est typique d'un diakonikon, faisant alors supposer que la chambre nord aurait tenu le rôle de martyrium. Le chevet est parfaitement conservé et possède encore quatre fenêtres en plein cintre.
Lors de la saison sèche, le stockage de l'eau devenant crucial, de nombreux trous ont été creusés dans la roche karstique, permettant un accès direct à une réserve d'eau depuis le sol. On trouve à Barisha également une citerne creusée à même le massif calcaire dont la partie en surface est voûtée. Les dimensions intérieures de celle-ci sont de 4 x 6,50 mètres pour une profondeur d'environ huit mètres accessible par un escalier en pierre courant le long d'un mur. Le sommet de la voûte se trouve à trois mètres au-dessus du sol.

## Fait historique
Le chef de l'organisation État Islamique Abou Bakr al-Baghdadi s'y est suicidé à la suite d'une opération par des commandos de l'Armée américaine le 26 octobre 2019.

## Sources
- Christine Strube: Baudekoration im Nordsyrischen Kalksteinmassiv. Bd. II. Kapitell-, Tür- und Gesimsformen des 6. und frühen 7. Jahrhunderts n. Chr. (Damaszener Forschungen 12) Éditions Philipp von Zabern, Mainz 2002, S. 85–87.